# Ивахновцы
Ивахновцы (укр. Івахнівці) — село в Чемеровецком районе Хмельницкой области Украины.
Население по переписи 2001 года составляло 1318 человек. Почтовый индекс — 31618. Телефонный код — 3859. Занимает площадь 3,512 км². Код КОАТУУ — 6825284201.

## Местный совет
31618, Хмельницкая обл., Чемеровецкий р-н, с. Ивахновцы, ул. Центральная, 17